# Mark Liberman
Mark Yoffe Liberman – amerykański językoznawca, profesor lingwistyki na Uniwersytecie Pensylwanii. Jest współzałożycielem bloga lingwistycznego „Language Log”. Przyczynił się do zapoczątkowania projektu Linguistic Data Consortium.